# Yolotepec
Yolotepec är en ort i Mexiko.   Den ligger i kommunen Zacualpan och delstaten Mexiko, i den södra delen av landet, 110 km sydväst om huvudstaden Mexico City. Yolotepec ligger 1 593 meter över havet och antalet invånare är 247.
Terrängen runt Yolotepec är huvudsakligen kuperad, men norrut är den bergig. Runt Yolotepec är det ganska glesbefolkat, med 50 invånare per kvadratkilometer. Närmaste större samhälle är Sultepec de Pedro Ascencio de Alquisiras, 18,5 km norr om Yolotepec. Omgivningarna runt Yolotepec är en mosaik av jordbruksmark och naturlig växtlighet.